# Seagram’s Seven Crown
Seagram’s Seven Crown, znane też jako Seagram’s Seven – amerykańska whiskey produkowana przez Diageo pod nazwą marki Seagram.
Seagram’s Seven Crown najczęściej serwowana jest w połączeniu z różnymi napojami bezalkoholowymi, np. z Coca-Colą i gazowanymi napojami cytrynowymi. Zmiksowany z napojem 7 Up tworzy drink 7 and 7.